# Милтини
Милтини (латыш. Miltiņi) — населённый пункт («крупное село», латыш. lielciems) в южной части Латвии, расположенный в Берзской волости Добельского края. До 1 июля 2009 года входил в состав Добельского района.
Является самым крупным из сёл Берзской волости. Расстояние до Добеле — 5 км, до Риги — 74 км.

## История
Современное поселение находится на территории, некогда принадлежавшей Милтиньскому поместью (Dorotheenhof).
После Второй мировой войны служило центром колхоза «Зелта друва».
В Милтини имеются: магазин, кафе, дом культуры, почтовое отделение.